# Silnice II/308
Silnice II/308 je silnice II. třídy, která vede z Hradce Králové do Nového Města nad Metují. Je dlouhá 28 km. Prochází jedním krajem a třemi okresy.

## Vedení silnice

### Královéhradecký kraj, okres Hradec Králové
- Slezské Předměstí (křiž. I/11)
- Slatina (křiž. III/3081)
- Černilov (křiž. III/3084, III/3086, III/3088, III/2992)
- Libřice (křiž. II/299, III/3089)

### Královéhradecký kraj, okres Rychnov nad Kněžnou
- Králova Lhota
- Malé Meziříčí (křiž. III/30815)
- Rohenice (křiž. III/30818)

### Královéhradecký kraj, okres Náchod
- Bohuslavice (křiž. II/304, peáž s II/304)
- Černčice (křiž. III/30820, peáž s III/30820)
- Krčín (křiž. II/285, III/30821, III/28520)